# Reinhard Divis
Reinhard Divis (Vienna, 4 luglio 1975) è un ex hockeista su ghiaccio austriaco.

## Carriera
Ha iniziato la sua carriera in patria con il VEU Feldkirch nel 1994. Dal 1999, per due stagioni, ha vestito la maglia del Leksands IF.
Selezionato dai St. Louis Blues in occasione dell'NHL Entry Draft 2000, si è trasferito negli Stati Uniti. Ha giocato con i Worcester Ice Cats in AHL. Nella stagione 2004/05 ha giocato con il VSV EC. Dopo un altro periodo ai Blues, si è trasferito all'EC Red Bull Salisburgo.
Con la nazionale austriaca ha partecipato ai Giochi olimpici invernali nel 1998 e nel 2002 e a diverse edizioni dei campionati mondiali.
Nel giugno 2008 ha firmato un contratto con il club svedese del Färjestads BK.
Si è ritirato dall'attività nel 2012.